# جيمس كانتلي
جيمس كانتلي (بالإنجليزية: James Cantlie)‏‏ (17 يناير 1851 - 28 مايو 1926 ) طبيب اسكتلندي.

## الجوائز
- نيشان الإمبراطورية البريطانية من رتبة فارس قائد